# تل مسكن
تل مسكن قرية سوريّة تتبع إداريّاً لمحافظة ريف دمشق منطقة دوما ناحية الغزلانية، بلغ تعداد سكانها 1,207 نسمة حسب التعداد السكاني لعام 2004.